# LivingColors
LivingColors is de naam voor een op led-technologie gebaseerde serie lampen, geproduceerd door Philips. De oorspronkelijke lamp werd geïntroduceerd in 2006 en had ook 'LivingColors' als enige typeaanduiding.
Deze lampenserie is bedoeld om gebruikt te worden als sfeerverlichting. Voor functionele verlichting verkoopt Philips lampenseries als Living White en Hue. Net als LivingColors kunnen deze lampen van kleur wisselen en op afstand bediend worden.

## Allereerste modellen
De eerste modellen waren vormgegeven als een afgeplatte glazen bol, waarin zich een kegelvormig binnenwerk bevindt met twee rode, een groene en een blauwe Led. Het licht dat de diodes uitstralen wordt gebundeld, zodat de lamp in theorie 16 miljoen verschillende kleuren licht kan weergeven.
Standaard wordt bij de lamp een afstandsbediening geleverd, waarop naast een aan-uitschakelaar, bediening aanwezig is voor het instellen van de kleur, kleurintensiteit en lichtsterkte.
Het verbruik van de lamp is 15 watt, door de led-technologie heeft deze spot een hogere lichtopbrengst dan een gloeilamp.

## Introductie meerdere modellen
Na de eerste generatie 'LivingColors'-lampen zijn er meerder versies geïntroduceerd, ook in andere vormen. De Generation 1 is op een aantal manieren van Generation 2 te onderscheiden. Generation 2 heeft:
- 7 ipv 4 LED's
- Een dichtere diffuser voorop met Philips logo
- 'GEN2' op het schuifknopje aan de achterkant van de afstandsbediening

De nieuwere modellen hebben ook een demomodus waarbij de lamp automatisch de verschillende tinten doorloopt. Deze is te activeren door de aanknop enkele seconden in te drukken. Het is ook mogelijk verschillende lampen met één afstandsbediening te sturen.
| Typenaam                         | Uitgebracht in | Aantal kleuren | Lichtsterkte | Geschikt voor Hue Bridge | Bijzonderheden                                               |
| -------------------------------- | -------------- | -------------- | ------------ | ------------------------ | ------------------------------------------------------------ |
| LivingColors Generation 1        | 2007           | 16 miljoen     | 120 lumen    | Nee                      |                                                              |
| LivingColors Generation 2        | 2009           | 16 miljoen     | 200 lumen    | Alleen Smartlinkversie   | Leverbaar met en zonder smartlink (ronde afstandsbediening). |
| LivingColors Generation 3 (iris) |                |                |              | Ja                       |                                                              |
| Mini                             | 2008           |                |              |                          |                                                              |
| Micro                            |                |                |              |                          |                                                              |
| Conic                            | 2010           |                |              |                          |                                                              |
| Aura                             |                |                |              |                          |                                                              |
| Bloom                            | 2011           |                |              | Ja                       |                                                              |

## Smartlink besturingsprotocol
Vanaf generatie 2 gebeurt de draadloze aansturing van de lampen via SmartLink, een Philips protocol. De open standaard ZigBee LightLink is hier een doorontwikkeling van. Dit protocol wordt gebruikt in de Hue.